# 費耶特 (密西西比州)
費耶特（英語：Fayette）是一個位於美國密西西比州傑佛遜縣的城市。根據2010年美國人口普查，該地共人口1,614人，而該地的面積約為3.10平方千米。同時該地也是傑佛遜縣的縣治。

## 地理
費耶特的座標為31°42′40″N 91°03′44″W / 31.71111°N 91.06222°W，而該地的平均海拔高度為86米（即282英尺）。